# Mount Medina
Mount Medina ist ein markanter, vereister und 1845 m hoher Berg im südlichen Grahamland auf der Antarktischen Halbinsel. Er ragt im nordöstlichen Teil des Hadley Upland oberhalb des Kopfendes des Gibbs-Gletschers auf.
Trimetrogon-Aufnahmen der US-amerikanischen Ronne Antarctic Research Expedition (1947–1948) vom November 1947 dienten seiner Kartierung. Der Falkland Islands Dependencies Survey nahm im Dezember 1958 Vermessungen vor. Das UK Antarctic Place-Names Committee benannte ihn am 31. August 1962 nach dem spanischen Kosmographen Pedro de Medina (1493–1567), Autor des Navigationshandbuchs Arte de Navegar von 1545.